# 克罗马里
克罗马里（法語：Cromary，法語發音：[kʁɔmaʁi]）是法国上索恩省的一个市镇，属于沃苏勒区。

## 地理
克罗马里（47°21'43"N, 6°4'36"E）面积5.36 平方千米，位于法国勃艮第-弗朗什-孔泰大區上索恩省，该省份为法国东部内陆省份，北起顺时针与孚日省、贝尔福地区省、杜省、汝拉省、科多尔省和上马恩省接壤。
与克罗马里接壤的市镇（或旧市镇、城区）包括：索朗莱布勒雷、梅雷-维埃耶、帕利斯、维埃耶、佩鲁斯。

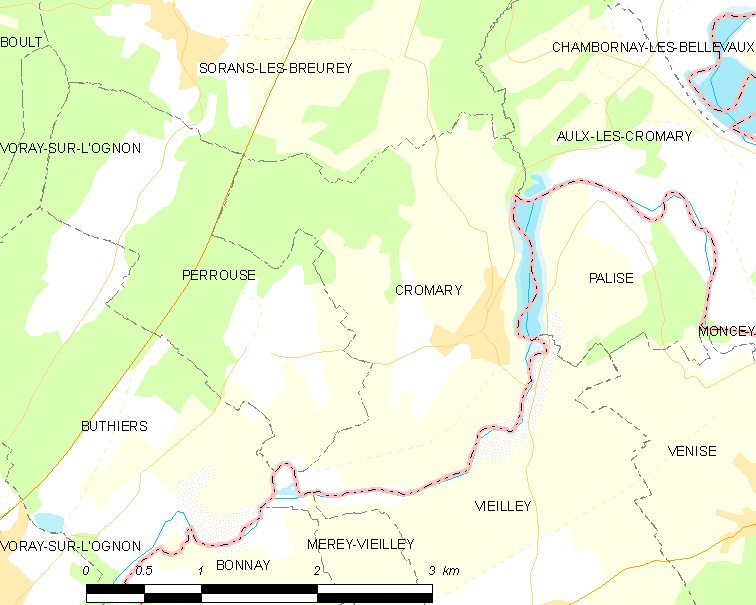
克罗马里的OSM定位图

克罗马里的时区为UTC+01:00、UTC+02:00（夏令时）。

## 行政
克罗马里的邮政编码为70190，INSEE市镇编码为70189。

## 政治
克罗马里所属的省级选区为里奥县。

## 人口

1962-2008年间克罗马里人口变化图示

克罗马里于2022年1月1日时的人口数量为249人。